# Boarmia demonstrata
Boarmia demonstrata là một loài bướm đêm trong họ Geometridae.